# DoD News Channel
Der DoD News Channel, zuvor Pentagon Channel, war ein staatlicher Fernsehsender der USA. 2004 gegründet, sendete er ein Vollzeitprogramm für die 2,6 Millionen Mitglieder der US-Armee und wurde 2015 eingestellt. Die Abkürzung „DoD“ steht für „Department of Defense“ (Verteidigungsministerium der Vereinigten Staaten), dessen Hauptsitz das Pentagon ist.
DoD News Channel war der einzige AFN-Sender, der in den USA für die Allgemeinheit (über Satellit) zu empfangen war. Die Einspeisung in das zivile Kabelnetz PEG  war rechtlich problematisch, da staatsfinanzierte Inlandspropaganda in den USA seit 1948 verboten ist. In Zentral- und Westeuropa war DoD über Eurobird 9A (9.0° Ost) zu empfangen.
Am 8. Juli 2014 wurde der Pentagon Channel umbenannt (rebranded) in DoD News Channel. Am 17. April 2015 wurde der Sendebetrieb eingestellt.
Jamie McIntyre, der Pentagon-Korrespondent von CNN, nannte den Pentagon Channel den „ersten amerikanischen Regierungssender“.